# Повітряні сили США

Прапор ПС США

Еволюція пізнавального знаку ПС США

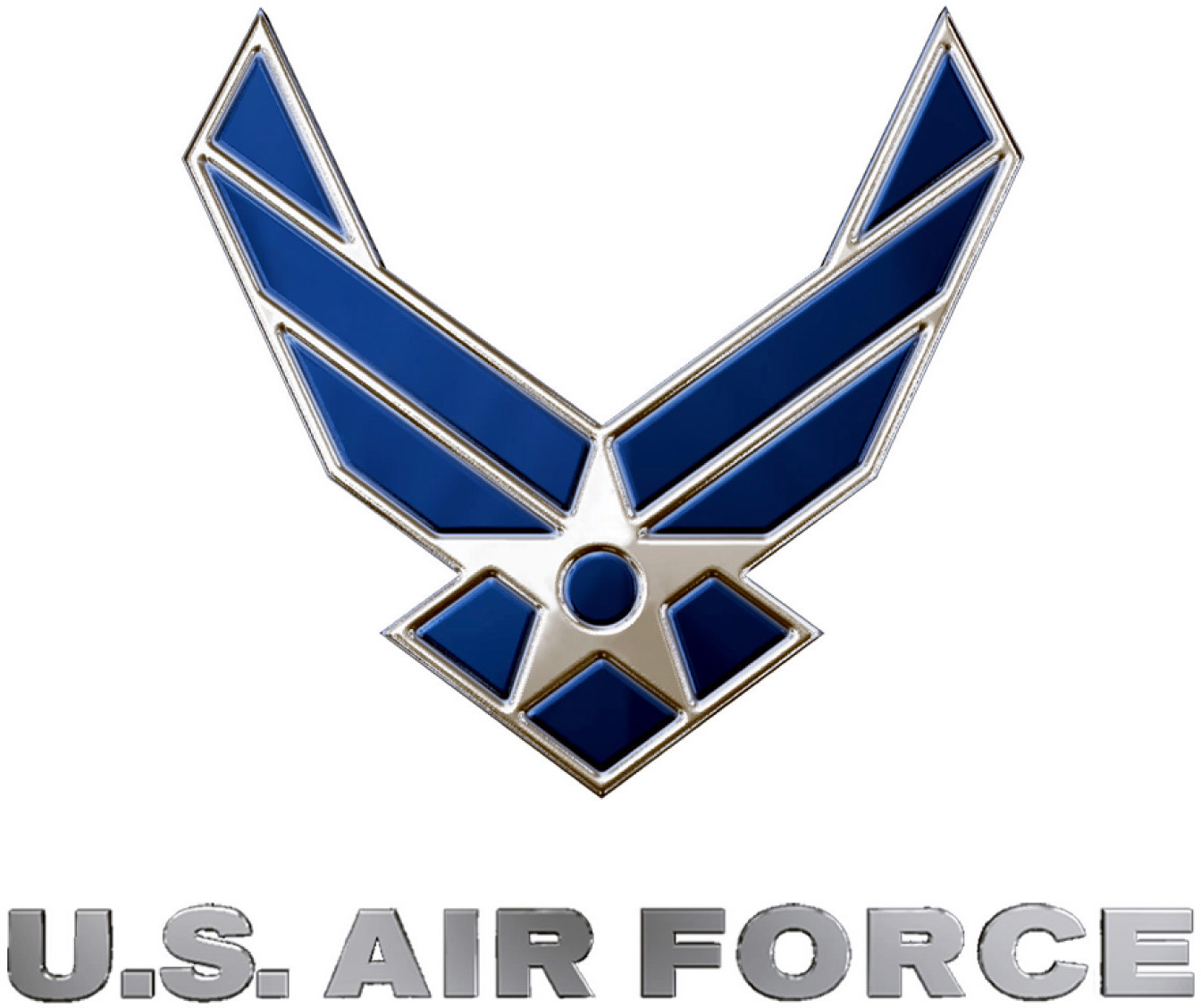
Логотип ПС США

Пові́тряні си́ли США (англ. United States Air Force (USAF)) — один з видів збройних сил США. За чисельністю особового складу і кількістю літальних апаратів є найбільшими військово-повітряними силами у світі.
Станом на 30 вересня 2007 р., чисельність ПС США становила 328 600 осіб на дійсній службі. Крім того, 117 497 чоловік числилося в резерві, а 106 700 чоловік — у ПС Національної гвардії. На озброєнні було 4093 пілотованих літальних апаратів (а також 1289 у ПС Національної гвардії і 396 в резерві), близько 156 безпілотних літальних апаратів, 2130 крилатих ракет повітряного базування, 450 міжконтинентальних балістичних ракет.
У сучасному вигляді ПС США були сформовані 18 вересня 1947 р., незабаром після завершення Другої світової війни. До цього моменту вони перебували у складі Армії США.

## Історія

### Період зародження та формування
Формування Повітряних сил США почалося з 1907 року. Ця структура пройшла складний шлях становлення: американські льотчики брали участь у Першій світовій війні (США вступили у війну 6 квітня 1917 і воювали на боці Антанти до її завершення 11 листопада 1918 рр.), забезпечували оборону повітряного простору США у міжвоєнний період (1918—1941 рр.) та понесли великі втрати під час Другої світової війни (8 грудня 1941 року у відповідь на японський удар по Перл-Гарборі США вступили у війну, де боролися з країнами Осі до капітуляції Японії 2 вересня 1945 р.). Тоді майже 68 000 американських пілотів загинули у боротьбі з ворогами. Лише в піхоті США втрати були більшими.
До того, як у 1947 році було сформовано сучасні Повітряні сили США, американська військова авіація була частиною таких організаційних структур:
- Повітроплавальне відділення Корпусу зв'язку США (Aeronautical Division, U.s. Signal Corps) (1 серпня 1907 — 18 липня 1914);
- Авіаційна секція Корпусу зв'язку США (Aviation Section, U.S. Signal Corps) (18 липня 1914 — 20 травня 1918);
- Відділення військового повітроплавання (Division of Military Aeronautics) (20 травня 1918 — 24 травня 1918);
- Авіаційна служба Армії США (U.S. Army Air Service) (24 травня 1918 — 2 липня 1926);
- Повітряний корпус Армії США (U.S. Army Air Corps) (2 липня 1926 — 20 червня 1941);
- ПС Армії США (U.S. Army Air Forces) (20 червня 1941 — 17 вересня 1947).

Фактично, вже після Другої світової авіація стала цілком самостійним підрозділом у складі Збройних сил США, але офіційно як окрема військова структура вона була відокремлена відповідно до Закону про національну безпеку від 18 вересня 1947 року.
Після створення ця структура перейшла під керівництво Міністерства Повітряних сил США. В такому вигляді Повітряні сили США функціонують і по сьогодні.

### Сучасність
Починаючи з 2005 року у ПС США стали приділяти більше уваги до Базової військової підготовки (англ. Basic Military Training (BMT)). Всі тренування у ПС стали складнішими, їхня кількість збільшилася, що якісно вплинуло на підготовку персоналу.
У 2007 році у ПС США відбулися скорочення штату. У зв'язку з обмеженим фінансуванням, ВПС планують скоротити штат від 360 000 до 316000 активних військовослужбовців.
Тенденція до скорочення та уніфікації Повітряних сил США зберігається і по сьогодні.
Оскільки у війська і надалі надходитимуть сучасні літаки, які потребують менше обслуговчого персоналу та можуть виконувати ширший спектр задач, можна припустити, що така тенденція збережеться і надалі.
Повітряні сили США стали першими у світі повітряними силами, які отримали серійні винищувачі п'ятого покоління F-22 «Раптор». Це сталося 15 грудня 2005 року. На сьогодні США мають 195 таких літаків і більше не виробляють їх серійно. Зараз ведуться випробування нового винищувача 5-го покоління — F-35.

### Військові місії
Із часу свого створення Повітряні сили США взяли участь у ряді військових операцій та конфліктів:
- Холодна війна (англ. Cold War) — гуманітарні операції «Берлінський повітряний міст», «Сейф гейвен» тощо;
- Корейська війна (англ. Korean War) ;
- Війна у В'єтнамі (англ. Vietnam War);
- Операція «Орлиний кіготь» (англ. Eagle Claw) — звільнення американських заручників у Ірані 24-25 квітня 1980 року ;
- Операція «Необхідна лютість» (англ. Urgent Fury) — Вторгнення США в Гренаду в 1983 році ;
- Операція «Каньйон Ельдорадо» (англ. El Dorado Canyon) — бомбардування Лівії у 1986 році;
- Операція «Справедлива справа» (англ. Just Cause) — Вторгнення США в Панаму у 1989 році;
- Операції «Щит пустелі» та «Буря в пустелі» (англ. Desert Shield and Desert Storm) — Війна в Перській затоці 1990—1991 рр.;
- Операція «Саутерн Вотч» (англ. Southern Watch) — контроль повітряного простору над Іраком з 1991 по 2003 роки;
- Операція «Рішуча сила» (англ. Deliberate Force) — бомбардування військами НАТО Боснії і Герцеговини у 1995 році;
- Операція «Нортерн Вотч» (англ. Northern Watch) — створення безпольотної зони над Іраком у 1997—2003 рр.;
- Операція «Союзницька сила» (англ. Allied Force) — бомбардування Югославії у 1999 році ;
- Операція «Нескорена свобода» (англ. Enduring Freedom) — війна в Афганістані з 1991 року ;
- Операції «Свобода Іраку» та «Новий світанок» (англ. Iraqi Freedom and New Dawn) — вторгнення в Ірак у 2003 році;
- Операція «Одіссея. Світанок» (англ. Odyssey Dawn) — військова операція проти сил Муаммара аль Кадаффі у 2011 році.

## Загальна структура ПС США
Повітряні сили є одним з трьох видів збройних сил, що має відповідний департамент (міністерство) та знаходиться у веденні (цивільного) Департаменту військово-повітряних сил. Керівництво забезпечується секретарем військово-повітряних сил (SECAF), працівниками офісу секретаря і радниками. Військове керівництво здійснюється штабом ПС на чолі з начальником штабу.
До ПС США підпорядкуються агентства і підрозділи: Польове операційне агентство (FOA), групи прямій звітності (DRU), і в наш час[коли?] не використовувані Окремі операційні агентства.
Головне командування (MAJCOM) є командуванням вищого рівня. З 30 вересня 2006 року ВПС США має у підпорядкуванні дев'ять головних командувань і десяте, кібер- командування (Air Force Cyber Command), в процесі організації. Нумеровані повітряні сили (NAF) мають рівень командування безпосередньо підлеглий Головному командуванню, потім рівнем нижче — Оперативне командування (в даний час не використовується), дивізія (також в наш час[коли?] не використовується), крило, група, ескадрилья, ланка.
| Головні командування                                                                | Діючий командир                       | Розташування штабу                                          |
| ----------------------------------------------------------------------------------- | ------------------------------------- | ----------------------------------------------------------- |
| Бойове командування Повітряних сил США (АCC)                                        | Генерал Марк Д. Келлі                 | База ПС Ленглі, Об'єднана база Ленглі-Юстіс, Вірджинія, США |
| Командування освіти та тренувань Повітряних сил США (AETC)                          | Генерал-лейтенант Браян С. Робінсон   | База ПС Рендольф, Об'єднана база Сан-Антоніо, Техас, США    |
| Командування глобальних ударів Повітряних сил США (AFGSC)                           | Генерал Томас А. Бюсьєр               | База ПС Барксдейл, Луїзіана, США                            |
| Командування матеріального забезпечення Повітряних сил США (AFMC)                   | Генерал Дюк З. Річардсон              | База ПС Райт-Паттерсон, Огайо, США                          |
| Командування резерву Повітряних сил США (AFRC)                                      | Генерал-лейтенант Джон П. Хілі        | База ПС Робінс, Джорджія, США                               |
| Командування спеціальних операцій Повітряних сил США (AFSOC)                        | Генерал-лейтенант Тоні Д. Бауернфайнд | Херлберт Філд, Флорида, США                                 |
| Транспортне командування Повітряних сил США (AMC)                                   | Ген Майкл А. Мініхан                  | База ПС Скотт, Іллінойс, США                                |
| Тихоокеанське командування Повітряних сил США (PACAF)                               | Генерал Кеннет С. Вільсбах            | База ПС Хікам, об'єднана база Перл-Харбор-Хікам, Гаваї, США |
| Командування повітряних сил США в Європі – Повітряні сили в Африці (USAFE-AFAFRICA) | Генерал Джеймс Б. Хекер               | Авіабаза Рамштайн, Рейнланд-Пфальц, Німеччина               |
| Підрозділи прямого підпорядкування                                                  | Діючий командир                       | Розташування штабу                                          |
| Військовий округ Повітряних сил США «Вашингтон» (AFDW)                              | Генерал-майор Джоел Д. Джексон        | База ПС Ендрюс, Joint Base Andrews, Меріленд, США           |
| Центр оперативних випробувань та оцінки Повітряних сил США (AFOTEC)                 | Бригадний генерал Майкл Т. Ролз       | База ПС Кертленд, Нью-Мексико, США                          |
| Академія Повітряних сил США (USAFA)                                                 | Генерал-лейтенант Річард М. Кларк     | Академія ПС, Колорадо, США                                  |

## Літаки на озброєнні ПС США
| Тип                                            | Фото          | Виробництво/Країна | Призначення                                                                 | Варіант       | Кількість                                              | Примітки                                                                     |
| Бойові літаки                                  | Бойові літаки | Бойові літаки      | Бойові літаки                                                               | Бойові літаки | Бойові літаки                                          | Бойові літаки                                                                |
| ---------------------------------------------- | ------------- | ------------------ | --------------------------------------------------------------------------- | ------------- | ------------------------------------------------------ | ---------------------------------------------------------------------------- |
| F-15 Eagle                                     |               | США                | Багатоцільовий винищувач                                                    |               | до 516 + 141 (Національна гвардія США)                 |                                                                              |
| F-15E Strike Eagle                             |               | США                | Винищувач-бомбардувальник                                                   |               |                                                        |                                                                              |
| F-16 Fighting Falcon                           |               | США                | Багатоцільовий винищувач                                                    |               | близько 1500                                           |                                                                              |
| F-22 Raptor                                    |               | США                | Малопомітний багатоцільовий Винищувач п'ятого покоління                     |               | від 127 (всього замовлено 243).                        |                                                                              |
| F-35 Lightning II                              |               | США                | Багатоцільовий Винищувач-бомбардувальник п'ятого покоління                  |               |                                                        | Замовлено для США 1300+ літаків                                              |
| AC-130 Spectre/Hercules                        |               | США                | Важкоозброєний літак вогневої підтримки сухопутних підрозділів США          |               | 21+                                                    |                                                                              |
| A-10 Thunderbolt II                            |               | США                | Штурмовик                                                                   |               | Близько 350                                            |                                                                              |
| Стратегічний бомбардувальник                   |               |                    |                                                                             |               |                                                        |                                                                              |
| B-52 Stratofortress                            |               | США                | Стратегічний бомбардувальник                                                |               | 85 + 9 в резерві.                                      | Всього було збудовано 744 літаків                                            |
| B-1 Lancer                                     |               | США                | Стратегічний бомбардувальник                                                |               | 66 (+ 24 в резерві)                                    | Всього було збудовано 100 літаків                                            |
| B-2 Spirit                                     |               | США                | Стратегічний бомбардувальник                                                |               | 20                                                     |                                                                              |
| B-21 Raider                                    |               | США                | Стратегічний бомбардувальник                                                |               | 0 В планах ≈100 одиниць буде побудовано від 2023 року. | Станом на 2023 рік у виробництві 6 одиниць, в планах щонайменше 100 одиниць. |
| Літаки-заправники                              |               |                    |                                                                             |               |                                                        |                                                                              |
| KC-135 Stratotanker                            |               | США                | Літак-заправник                                                             |               | 443                                                    |                                                                              |
| Стратегічно-розвідувальні                      |               |                    |                                                                             |               |                                                        |                                                                              |
| U-2 Dragon Lady                                |               | США                | висотний стратегічний розвідник                                             |               |                                                        |                                                                              |
| Літак дальнього радіолокаційного стеження ДРЛС |               |                    |                                                                             |               |                                                        |                                                                              |
| E-3 Sentry                                     |               | США                | Далекої радіолокаційної розвідки, цілевказування, радіоелектронної боротьби |               | 31                                                     |                                                                              |
| Навчальні літаки                               |               |                    |                                                                             |               |                                                        |                                                                              |
| T-38 Talon                                     |               | США                | Навчально-тренувальний літак                                                |               | 558                                                    |                                                                              |
| T-6 Texan II                                   |               | США                | Навчально-тренувальний літак                                                |               | ~                                                      |                                                                              |
| Транспортний літак                             |               |                    |                                                                             |               |                                                        |                                                                              |
| C-130 Hercules                                 |               | США                | Транспортний літак                                                          |               | 338                                                    |                                                                              |
| C-5 Galaxy                                     |               | США                | Транспортний літак                                                          |               | 52                                                     |                                                                              |
| C-17 Globemaster III                           |               | США                | Транспортний літак                                                          |               | 222                                                    |                                                                              |
| Гелікоптери                                    |               |                    |                                                                             |               |                                                        |                                                                              |
| V-22 Osprey                                    |               | США                | Багатоцільовий Конвертоплан                                                 |               | 330                                                    |                                                                              |
| БпЛА                                           |               |                    |                                                                             |               |                                                        |                                                                              |
| RQ-1 Predator                                  |               | США                | Багатоцільовий БпЛА                                                         |               |                                                        |                                                                              |
| MQ-9 Reaper                                    |               | США                | Багатоцільовий БпЛА                                                         |               |                                                        |                                                                              |
| RQ-4 Global Hawk                               |               | США                | Багатоцільовий БпЛА                                                         |               |                                                        |                                                                              |

## Військові звання ВПС США
Рядовий та сержантський склад:
| Код у ВПС США                                                                 | E-1                     | E-2             | E-3                           | E-4                     | E-5          | E-6            | E-7              | E-7              | E-8                      | E-8                      | E-9                       | E-9                       | E-9                    | E-9                                         |
| ----------------------------------------------------------------------------- | ----------------------- | --------------- | ----------------------------- | ----------------------- | ------------ | -------------- | ---------------- | ---------------- | ------------------------ | ------------------------ | ------------------------- | ------------------------- | ---------------------- | ------------------------------------------- |
| Нарукавний шеврон                                                             | Немає                   |                 |                               |                         |              |                |                  |                  |                          |                          |                           |                           |                        |                                             |
| Назва                                                                         | рядовий авіації базовий | рядовий авіації | рядовий авіації першого класу | старший рядовий авіації | штаб-сержант | технік-сержант | майстер-сержант¹ | майстер-сержант¹ | старший майстер-сержант¹ | старший майстер-сержант¹ | головний майстер-сержант¹ | головний майстер-сержант¹ | головний сержант-майор | головний майстер-сержант Повітряних сил США |
| Абревіатура                                                                   | AB                      | Amn             | A1C                           | SrA                     | SSgt         | TSgt           | MSgt             | MSgt             | SMSgt                    | SMSgt                    | CMSgt                     | CMSgt                     | CCM                    | CMSAF                                       |
| Код НАТО                                                                      | OR-1                    | OR-2            | OR-3                          | OR-4                    | OR-5         | OR-6           | OR-7             | OR-7             | OR-8                     | OR-8                     | OR-9                      | OR-9                      | OR-9                   | OR-9                                        |
| ¹ ВПС США не мають окремого військового звання перший сержант, як в армії США |                         |                 |                               |                         |              |                |                  |                  |                          |                          |                           |                           |                        |                                             |

| Код у ПС США                                                                           | О-11¹                        | O-10    | O-9               | O-8           | O-7               | O-6       | O-5          | O-4   | O-3     | O-2              | O-1              |
| -------------------------------------------------------------------------------------- | ---------------------------- | ------- | ----------------- | ------------- | ----------------- | --------- | ------------ | ----- | ------- | ---------------- | ---------------- |
| Знак розрізнення                                                                       |                              |         |                   |               |                   |           |              |       |         |                  |                  |
| Назва                                                                                  | Генерал Повітряних сил (США) | Генерал | Генерал-лейтенант | Генерал-майор | Бригадний генерал | Полковник | Підполковник | Майор | Капітан | Перший лейтенант | Другий лейтенант |
| Абревіатура                                                                            | GOAF                         | Gen     | Lt Gen            | Maj Gen       | Brig Gen          | Col       | Lt Col       | Maj   | Capt    | 1st Lt           | 2d Lt            |
|                                                                                        |                              |         |                   |               |                   |           |              |       |         |                  |                  |
| Код НАТО                                                                               | OF-10                        | OF-9    | OF-8              | OF-7          | OF-6              | OF-5      | OF-4         | OF-3  | OF-2    | OF-1             | OF-1             |
| - ¹ присвоюватимуть лише після оголошення Конгресом США акта про вступ країни у війну. |                              |         |                   |               |                   |           |              |       |         |                  |                  |